# Yvone Kane
Yvone Kane és una pel·lícula coproducció de Moçambic, Brasil i Portugal de 2014 dirigit per Margarida Cardoso. Fou protagonitzada per Beatriz Batarda, Irene Ravache, Samuel Malumbe i Gonçalo Waddington. La pel·lícula fou llançada al Festival de Rio el 29 de setembre de 2014 i estrenada als cinemes portugueses el 26 de febrer i als cinemes moçambiquesos el 21 de setembre de 2015.

## Repartiment
- Beatriz Batarda com Rita
- Irene Ravache com Sara
- Samuel Malumbe com Gabriel
- Gonçalo Waddington com João
- Mina Andala com Yvone
- Óscar de Brito com Assistent de Bord
- Maria Helena com Graa
- Herman Jeusse com Jaime
- Francilia Jonaze com Mare Superiora
- Adriano Luz com Alex
- Mário Mabjaia com Eduardo
- Iva Mugalela com Cassilda

## Reconeixements
| Llista de premis i nominacions | Llista de premis i nominacions                           | Llista de premis i nominacions | Llista de premis i nominacions | Llista de premis i nominacions | Llista de premis i nominacions |
| Any                            | Premi                                                    | Categoria                      | Destinataris i nominats        | Resultat                       | Ref(s)                         |
| ------------------------------ | -------------------------------------------------------- | ------------------------------ | ------------------------------ | ------------------------------ | ------------------------------ |
| 2014                           | Festival de Cinema Luso-Brasiler de Santa Maria da Feira | Millor Actriu                  | Beatriz Batarda                | Guanyador                      | [ 8 ]                          |
| 2014                           | Festival de Cinema de les Nits Negres de Tallinn         | Gran Premi                     | Margarida Cardoso              | Nominat                        | [ 9 ]                          |
| 2015                           | Premis Áquila                                            | Millor Pel·lícula              |                                | Nominat                        | [ 10 ]                         |
| 2015                           | Premis Áquila                                            | Millor Actriu Principal        | Beatriz Batarda                | Nominat                        | [ 10 ]                         |
| 2015                           | Premis Áquila                                            | Millor Actriu Secundària       | Irene Ravache                  | Nominat                        | [ 10 ]                         |
| 2015                           | Premis Áquila                                            | Millor Realitzador             | Margarida Cardoso              | Nominat                        | [ 10 ]                         |
| 2015                           | Premis Áquila                                            | Millor Argument                | Margarida Cardoso              | Nominat                        | [ 10 ]                         |
| 2016                           | Prémios Autores de 2016                                  | Millor Argument                | Margarida Cardoso              | Guanyador                      | [ 11 ]                         |
| 2016                           |                                                          | Millor Pel·lícula              |                                | Guanyador                      |                                |